# Gongnong (sockenhuvudort i Kina, Heilongjiang Sheng, lat 46,99, long 127,99)
Gongnong (kinesiska: 工农, 工农乡) är en sockenhuvudort i Kina. Den ligger i provinsen Heilongjiang, i den nordöstra delen av landet, omkring 170 kilometer nordost om provinshuvudstaden Harbin. Antalet invånare är 10 160. Befolkningen består av 5 084 kvinnor och 5 076 män. Barn under 15 år utgör 13,0 %, vuxna 15-64 år 80 %, och äldre över 65 år 6,0 %.
Runt Gongnong är det ganska tätbefolkat, med 54 invånare per kvadratkilometer. Närmaste större samhälle är Tieli, 4,2 km öster om Gongnong. Trakten runt Gongnong består till största delen av jordbruksmark.
Genomsnittlig årsnederbörd är 967 millimeter. Den regnigaste månaden är juli, med i genomsnitt 236 mm nederbörd, och den torraste är januari, med 8 mm nederbörd.